# 長満寺 (松江市)
長満寺（ちょうまんじ）は、島根県松江市寺町にある日蓮宗の寺院で山号は圓久山という。旧本山は大本山本圀寺(六条門流)、親師法縁。付近は寺町で常教寺、久成寺、妙興寺などがある。

## 歴史
天正5年（1577年）富田城主堀尾吉晴の家臣の松島周防守を開基檀越として乗圓院日眞の開山によって創建された。慶長16年（1611年）松江城が築城されると富田城下から松江城城下の寺町に移転した。安政4年（1857年）近隣からの出火により本堂を焼失した。

## 境内
- 本堂

## 歴代
- 乗圓院日眞（開山） 元和9年2月2日没
- 常住院日得（2世） 寛永8年1月10日没
- 正善院日仲（3世） 寛永17年5月12日没
- 正行院日春（4世） 寛永20年6月27日没
- 勧持院日賢（5世） 承応3年9月22日没
- 本隆院日言（6世） 寛文8年9月25日没